# Города Барбадоса
В Барбадосе насчитывается 1 город с населением более 100 000  человек (по данным переписи 2014 года) — город-столица Бриджтаун и 4 города с населением менее 5 000 чел. Многие люди считают Батшебу и Гастингс городами Барбадоса, однако официально они являются деревнями.

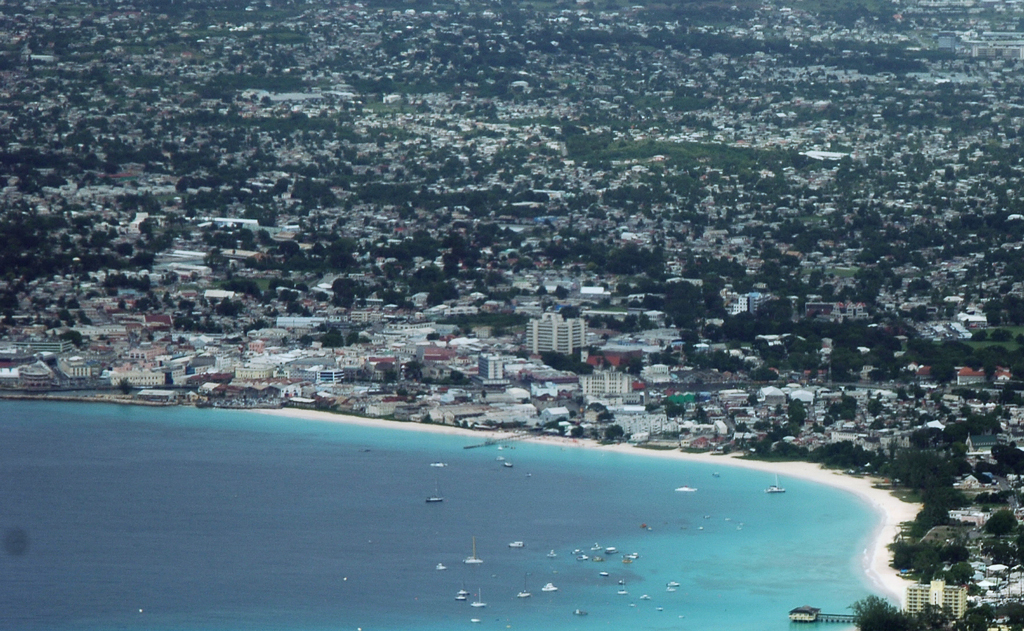
Бриджтаун

## Список
| № | Город      | Название (англ.) | Население    | Год переписи | Приход      |
| - | ---------- | ---------------- | ------------ | ------------ | ----------- |
| 1 | Бриджтаун  | Bridgetown       | 110 000 чел. | 2014         | Сент-Майкл  |
| 2 | Ойстинс    | Oistins          | 2 285 чел.   | 2013         | Крайст-Чёрч |
| 3 | Спейтстаун | Speightstown     | 3 634 чел.   | 2013         | Сент-Питер  |
| 4 | Уорренс    | Warrens          |              |              | Сент-Майкл  |
| 5 | Холтаун    | Holetown         | 1 595 чел.   | 2012         | Сент-Джеймс |

### По приходам
2 города — Сент-Майкл
1 город — Крайст-Чёрч, Сент-Джеймс, Сент-Питер
0 городов — Сент-Андру, Сент-Джозеф, Сент-Джон, Сент-Джордж, Сент-Люси, Сент-Томас, Сент-Филип